# Phantyna mulegensis
Phantyna mulegensis är en spindelart som först beskrevs av Chamberlin 1924.  Phantyna mulegensis ingår i släktet Phantyna och familjen kardarspindlar. Inga underarter finns listade i Catalogue of Life.